# ТВ Мост
Телевизија Мост је српска телевизијска станица са седиштем Звечану. Једна је од најгледанијих телевизија на српском језику на Косову и Метохији.
Телевизија од почетка рада има велику гледаност, првенствено због информација са лица места, као и емисија из сопствене продукције, музичког садржаја из богате музичке архиве и филмско-серијског програма. Такође, на програму су заступљене и емисије едукативног карактера и програм за децу. ТВ Мост има и спортски програм сопствене продукције.

## Доступност
Путем ИРИС платформе „Телеком Србија“ а.д., на каналу 139 и ХД каналу 769, чини доступним све информације и културне садржаје  широм региона. Поред овога, програм Телевизије Мост доступан је и путем кабловских оператера, Орион Телеком и Супернова, као и гледаоцима широм Републике Црне Горе, БИХ и Северне Македоније, путем Телеком M-ТЕЛ и MТЕЛ ДООЕЛ Скопје. Такође, програм ТВ Мост се може пратити и путем низа КДС емитера на Косову, као и на платформи IPTV IPKO Косово.
Путем платформе GO4YU, програм ТВ Мост се може пратити и широм света.
Телевизија Мост је брендована кроз ТВ Мост д.о.о. са лиценцом Независне комисије за медије, 16.03.2021. године.